# Hailey Johnson
Hailey Noelle Johnson (* 12. Dezember 1997 in San Diego, Kalifornien) ist eine US-amerikanische ehemalige Kinderdarstellerin. Sie ist die Schwester der Schauspielerin Hunter Johnson (* 1994).
Ihre erste Rolle im Alter von 4 Jahren war als Becca in Der Kindergarten Daddy. 2006 bekam Johnson eine kleine Sprechrolle in dem Animationsfilm „Coco – Der neugierige Affe“. Neben ihren Auftritten in Filmen hat sie in über 30 Werbespots mitgespielt.

## Filmografie
- 2003: Kate Fox & die Liebe (Miss Match, TV-Serie, eine Episode)
- 2003: Der Kindergarten Daddy (Daddy Day Care)
- 2004: Life After[3]
- 2004: Wie überleben wir Weihnachten? (Surviving Christmas)
- 2005: Volltreffer – Ein Supercoach greift durch (Rebound)
- 2006: Coco – Der neugierige Affe (Curious George, Stimme)
- 2006: Lil’ Star[4]
- 2006: Freunde mit Geld (Friends With Money)

## Belege
1. ↑   Archivlink (Memento vom 27. September 2007 im Internet Archive)
2. ↑   Archivlink (Memento vom 27. September 2007 im Internet Archive)
3. ↑   Archivlink (Memento vom 27. September 2007 im Internet Archive)
4. ↑   Archivlink (Memento vom 27. September 2007 im Internet Archive)

| Personendaten    | Personendaten                               |
| ---------------- | ------------------------------------------- |
| NAME             | Johnson, Hailey                             |
| ALTERNATIVNAMEN  | Johnson, Hailey Noelle (vollständiger Name) |
| KURZBESCHREIBUNG | US-amerikanische Kinderdarstellerin         |
| GEBURTSDATUM     | 12. Dezember 1997                           |
| GEBURTSORT       | San Diego, Kalifornien                      |